# كلينتون ووكر
كلينتون ووكر (بالإنجليزية: Clinton Walker)‏ هو صحفي أسترالي، ولد في 1957 في بنديجو في أستراليا.

## وصلات خارجية
- كلينتون ووكر على موقع IMDb (الإنجليزية)